# 田熊隆史
田熊 隆史（たくま たかし）は、滋賀県出身の日本のロボット工学・制御工学者。大阪工業大学工学部電気電子システム工学科教授。元計測自動制御学会（SICE）関西支部運営委員副委員長。
専門はロボティクス・メカトロニクス、制御工学 。

## 来歴
2001年京都大学大学院情報学研究科システム科学専攻修士課程修了。2006年大阪大学大学院工学研究科知能・機能創成工学専攻博士後期課程単位取得退学。工学博士（大阪大学）。同大学特任研究員を経て、2008年大阪工業大学工学部電気電子システム工学科へ着任。2013年同学科准教授、2021年より教授。
新技術として、風船への水の給排水で駆動する「ソフトロボット」や、柔軟体幹の「2足歩行ロボット」を開発。
主な著書は、「初学者のための図解でわかる制御工学II」（共著、システム制御情報学会学会誌 「システム/制御/情報」 56巻6号，2012年）
指導するロボティクス研究室メンバーが、ロボカップ第17回世界大会「Robocup 2013 Eindhoven」(オランダ)のヒューマノイド・アダルトサイズ部門にて、大阪大学と大阪工業大学のジョイントチーム「JoiTech」で世界一を獲得している。
また、NHKロボコン全国大会ベスト4入り（2012/2017)、レスキューロボットコンテストinrevium杯で「レスキュー工学大賞」(2011/2015/2019)を獲得している。

2025年2月11日、NHK「魔改造の夜」脚立25m走に、学生との共同チームで出場（記録8秒90）。

## 主な研究
- ソフトロボットのためのセンシング方法の検討
- 柔軟体幹を有する四脚ロボットの多様な運動の発現
- 体幹及び腕を有する筋駆動二脚ロボットの運動計測[11]
- 小型群ロボットの運動制御
- 水圧駆動ロボットによる大変形を伴う移動の実現
- 駆動跳躍ロボットの着地運動における二関節筋配置の効果の検証
- 衝突を伴う運動を時間遅れ無しに安定化させる筋骨格構造の実現と機構メカニズムの理解

主な国際会議での発表は、
- Proceedings of the 2011 IEEE International Conference on Robotics and Biomimetics（タイ）：「 Estimation Mechanism of Contact Information for a Soft Robot」
- IEEE/RSJ International Conference 2015 on Intelligent Robots and Systems (IROS) （ハンブルグ）：「Passive trunk mechanism for controlling walking behavior of semi-passive walker」
- 15th International Conference on Intelligent Autonomous Systems (IAS-15) 2018 （ドイツ）：「Locomotion of hydraulic amoeba-like robot utilizing transition of mass distribution」